# Hellfest
Hellfest é um festival anual de música realizado em Clisson, França, aproximadamente 400 km a sudoeste de Paris. Anunciado como "festival de música extrema" realizado tradicionalmente no mês de junho, a programação conta com artistas de subgêneros de heavy metal, hard rock, punk e hardcore.

## Surgimento
Em 2000 são organizados pequenos eventos para a cena punk-hardcore em Clisson, que evoluiu para o festival Furyfest em 2002, tendo a banda Agnostic Front como maior nome. A edição de 2003 ocorreu em Nantes, saltando de 400 para 7 mil espectadores. Nomes de peso como Slipknot, Soulfly e Testament tocaram na edição de 2004, realizado em Le Mans para 21 mil pessoas. Apesar do bom público, esta edição nao foi rentável, o que provocou mudanças na organização. Em 2005 o Furyfest recebeu novos investidores, e o festival durou três dias, recebendo bandas como Motörhead, Slayer e The Misfits. 30 mil pessoas estiveram presentes, mas um novo déficit decretou o fim do festival.
Alguns ex-organizadores e patrocinadores resolveram criar um novo festival em Clisson, cidade de origem do evento. Surgia então o Hellfest, realizado entre os dias 23 e 25 de junho de 2006. Motörhead, Helloween e Saxon, entre outros nomes, se apresentaram neste ano para um público de 22 mil pessoas.

## Consolidação
A partir de então o festival cresceu e se solidificou como um dos maiores eventos dedicado ao heavy metal na Europa. Notáveis banda já participaram de edições anteriores do evento, como Megadeth, Motörhead, Avenged Sevenfold, Slayer, Angra, Dream Theater, Mötley Crüe, Manowar, Alice Cooper, Iron Maiden, Judas Priest, ZZ Top, Lordi, The Offspring, Guns N' Roses, Def Leppard, Rammstein, e Linkin Park.

## Histórico de edições
| Data                         | Atrações Principais | Público                    |
| ---------------------------- | --- | -------------------------- |
| 23, 24 e 25 de Junho de 2006 | Korn, Motorhead, Dead Kennedys, Soulfly, Saxon, Helloween, Cradle of Filth, Alice in Chains, Agnostic Front, Apocalyptica, Opeth, Obituary, Arch Enemy, Celtic Frost, Madball, GBH | 22.000 pessoas             |
| 22, 23 e 24 de Junho de 2007 | Slayer, Korn, Dream Theater, Megadeth, Machine Head, Type O Negative, Within Temptation, Emperor, Neurosis, Immortal, Children of Bodom, Hatebreed, Blind Guardian, Kreator, Therion, Mastodon, Cannibal Corpse, Mayhem, Moonspell, Edguy, Pain of Salvation, Converge, Chimaira, Brujeria, Lamb of God, Atheist, Napalm Death, Cynic, Brutal Truth, Earth Crisis, Epica, Dark Tranquillity, Amon Amarth, Vader                                                                       | 40.000 pessoas             |
| 20, 21 e 22 de Junho de 2008 | Slayer, Motorhead, Venom, Cavalera Conspiracy, NOFX, In Flames, Dimmu Borgir, Carcass, Ministry, Iced Earth, Helloween, Gamma Ray, Opeth, Morbid Angel, Testament, Porcupine Tree, Meshuggah, Apocalyptica, At The Gates, Sick Of It All, Paradise Lost, Sonata Arctica, My Dying Bride, Obituary, Danko Jones, Candlemass, Satyricon, Sodom, Katatonia, Rose Tattoo, The Dillinger Escape Plan, Marduk, Envy, Anathema, Mayhem, Madball, Death Angel, Airbourne, Soilwork, Forbidden | 45.000 pessoas             |
| 19, 20 e 21 de Junho de 2009 | Motley Crue, Marilyn Manson, Manowar, Heaven & Hell, Dream Theater, Machine Head, Europe, Hatebreed, Soulfly, Gojira, Down, Anthrax, Killing Joke, Misfits, W.A.S.P., Suicidal Tendencies, Queensryche, Cradle of Filth, Epica, Edguy, KMFDM, Papa Roach, Nashville Pussy, Girlschool, Mastodon, Dagoba | 60.000 pessoas             |
| 18, 19 e 20 de Junho de 2010 | Deftones, Alice Cooper, Kiss, Fear Factory, Twisted Sister, Motorhead, Sepultura, Airbourne, Saxon, Biohazard, Carcass, Slayer, Sick Of It All, Immortal, Exodus | 70.000 pessoas             |
| 18, 19 e 20 de Junho de 2011 | Ozzy Osbourne, Judas Priest, Scorpions, Opeth, Anathema, Black Label Society, Therion, Coroner, Kreator, Sodom, Rob Zombie, Iggy And The Stooges, Down, Apocalyptica, Mr. Big | 75.000 pessoas             |
| 15, 16 e 17 de Junho de 2012 | Megadeth, Guns n Roses, Black Sabbath, Lynyrd Skynyrd, Within Temptation, Motley Crue, Gotthard, Edguy, Blue Oyster Cult, King Diamond, Machine Head, Lamb Of God, Exodus, Cannibal Corpse, Entombed, Children Of Bodom, Amon Amarth, Behemoth, Dimmu Borgir, Tragedy, Refused, Biohazard | 115.000 pessoas            |
| 21, 22 e 23 de Junho de 2013 | Def Leppard, Whitesnake, Twisted Sister, Europe, Kiss, ZZ Top, Accept, Down, Volbeat, Stone Sour, Avantasia, Helloween, Kreator, Testament, Korn, Bullet For My Valentine, Papa Roach, Danzig, Lordi, At The Gates, Six Feet Under, Morbid Angel, Candlemass, Arch Enemy, Hypocrisy, Immortal, Cradle Of Filth | 102.000 pessoas            |
| 20, 21 e 22 de Junho de 2014 | Iron Maiden, Aerosmith, Black Sabbath, Rob Zombie, Deep Purple, Soundgarden, Queensryche, Status Quo, Megadeth, Slayer, Avenged Sevenfold, Emperor, Trivium, Soulfly, Iced Earth, Sepultura, Kataklysm, Carcass, Opeth, Watain, Gorgoroth, 1349, Electric Wizard, Monster Magnet, Walls Of Jericho, Millencolin, Turbonegro | 152.000 pessoas            |
| 19, 20 e 21 de Junho de 2015 | Slipknot, Scorpions, Faith No More, Judas Priest, Korn, ZZ Top, Slash, Motorhead, Limp Bizkit, Marilyn Manson, Five Finger Death Punch, Nightwish, Alice Cooper, Billy Idol, Venom, Children Of Bodom, Meshuggah, Arch Enemy, Satyricon, Body Count, Rise Against, Dead Kennedys, Superjoint Ritual, Mastodon, NOFX | 140.000 pessoas            |
| 17, 18 e 19 de Junho de 2016 | Rammstein, Twisted Sister, Black Sabbath, Volbeat, Within Temptation, Slayer, Bullet For My Valentine, Megadeth, The Offspring, Korn, Ghost, Dropkick Murphys, Bring Me The Horizon, King Diamond, Testament, Napalm Death, Paradise Lost, Abbath, Dark Funeral, Deicide, Down, Janes Addiction, Killswitch Engage, Bad Religion, Refused | 159.000 pessoas            |
| 16, 17 e 18 de Junho de 2017 | Deep Purple, Aerosmith, Linkin Park, Rob Zombie, Airbourne, Prophets of Rage, Ministry, Trust, Alter Bridge, In Flames, Apocalyptica, Slayer, Behemoth, Saxon, Five Finger Death Punch, Autopsy, Opeth, Coroner, Alestorm, Emperor, Primus, Blue Öyster Cult, Rancid, Suicidal Tendencies, The Dillinger Escape Plan | 152.000 pessoas            |
| 22, 23 e 24 de Junho de 2018 | Guns n Roses, Iron Maiden, Pearl Jam, ZZ Top, Toto, Avenged Sevenfold, Alice in Chains, NIN, Megadeth, Deftones, Sum 41, Manowar, Black Label Society, Ghost, Lamb of God, Morbid Angel, Carcass, Exodus, Dimmu Borgir, Wolves in the Throne Room, Amon Amarth, Coven, Wolfmother, Down, Rise Against, Bad Brains, Misfits | 180.000 pessoas            |
| 21, 22 e 23 de Junho de 2019 | Manowar, Kiss, Tool, Dropkick Murphys, Def Leppard, Lynyrd Skynyrd, Dream Theater, Whitesnake, Slash, Gojira, ZZ Top, Slayer, Mass Hysteria, Within Temptation, Lamb of God, King Diamond, The Sisters of Mercy, Emperor, Carcass, Bloodbath, Deicide, Sum 41, The Adicts, Refused, Fu Manchu, Cult of Luna, Philip H. Anselmo & The Illegals | 200.000 pessoas (previsão) |